# Гилян, Перо
Перо Гилян (серб. Перо Гиљан; 20 апреля 1912, Мокра-Нива — январь 1943, Босански-Петровац) — югославский черногорский партизан Народно-освободительной войны Югославии, Народный герой Югославии.

## Биография
Родился в 1912 году в селе Мокра-Нива около Никшича в бедной крестьянской семье. Занимался земледелием. Член КПЮ с 1935 года.
На фронте Народно-освободительной войны с 1941 года. Участник восстания 13 июля, служил в Кочанском батальоне, сражался против итальянских войск в Уздомире. Командовал ротой в боях за Гацко осенью 1941 года. 12 июня 1942 принят в 5-ю черногорскую пролетарскую ударную бригаду, командовал 3-й ротой 3-го батальона.
В декабре 1942 года после отхода партизан из Яйце Гилян заболел тифом и в начале января 1943 года умер, находясь на лечении в Центральной больнице НОАЮ.
27 ноября 1953 указом Иосипа Броза Тито награждён Орденом и званием Народного героя Югославии.